# Rimator
Rimator är ett fågelsläkte i familjen marktimalior inom ordningen tättingar. Släktet omfattar tre arter med utbredning från nordöstra Indien till södra Kina, på västra Sumatra samt i nordvästra Vietnam:>
- Assamskärtimalia (R. malacoptilus)
- Sumatraskärtimalia (R. albostriatus)
- Vitstrupig skärtimalia (R. pasquieri)

Släktet inkluderas numera vanligen i Napothera efter DNA-studier.